# ملك العفاريت

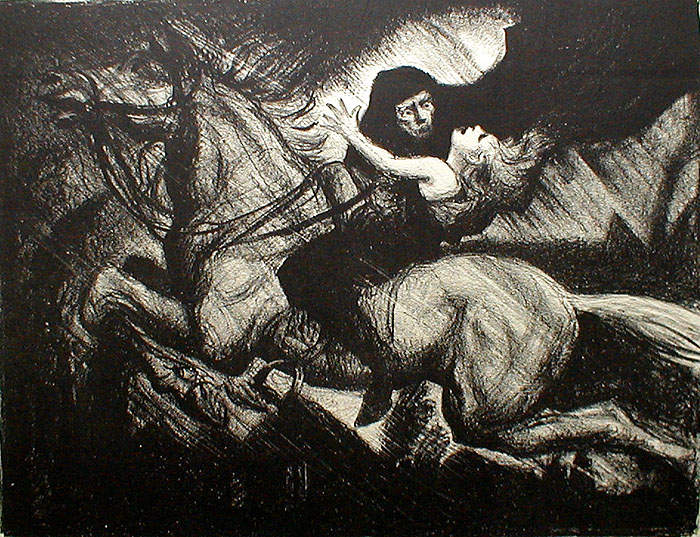
ملك العفاريت، ألبرت سترنر (1910)

ملك العفاريت (بالألمانية: Der Erlkönig) قصيدة كتبها الشاعر الألماني يوهان فولفغانغ فون غوته يصور فيها وفاة صبي بواسطة كائن خارق للطبيعة، نُشرت القصيدة للمرة الأولى في عام 1782. القصيدة تحكي عن والد وولده المريض المصاب بالحمى، فيحمله والده على حماره ويذهب به إلى المستشفى في الليل، في الطريق يرى الولد كائن غريب (ملك العفاريت) يناديه ولا يسمع والده نداءه ولا يراه، وتمضي الأحداث وعند وصول الأب إلى المستشفى يكون الولد قد مات بفعل ذلك الكائن.

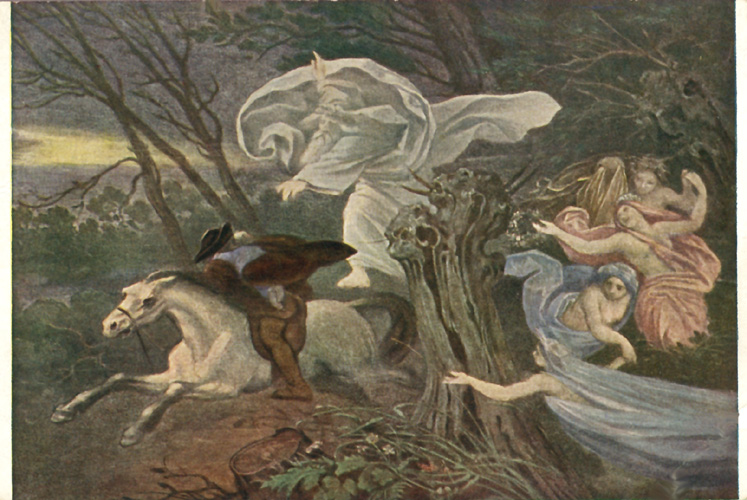
ملك العفاريت, موريتس فون شفيند

حُوّل نص القصيدة إلى موسيقى من قبل العديد من الملحنين، ومن ضمهم: فرانز شوبرت وكان أنجح من لحن القصيدة، آخرون قاموا بتلحين القصيدة مثل: الممثلة كورونا شروتر في عام 1782، أندرياس رومبرج في عام 1793، يوهان فريدرش ريتشاردت في عام 1794، كارل فريدرش زيلتر في عام 1797. حاول بيتهوفن تلحين القصيدة ولكنه تخلى عن محاولته.

## نص القصيدة
| ألماني |  | عربي |
| --- |  | --- |
| Wer reitet so spät durch Nacht und Wind? Es ist der Vater mit seinem Kind; Er hat den Knaben wohl in dem Arm, Er faßt ihn sicher, er hält ihn warm.                                        |  | من الذي يركب جواده في الليل العاصف؟ إنه الأب مع ابنه؛ يمسك الغلام بين يديه يحميه، إنه يبقيه دافئاً                                         |
| "Mein Sohn, was birgst du so bang dein Gesicht?" – "Siehst, Vater, du den Erlkönig nicht? Den Erlenkönig mit Kron' und Schweif?" – "Mein Sohn, es ist ein Nebelstreif."                    |  | "بني، لماذا تخفي وجهك خائفاً؟ - "ألا ترى يا أبي، ملك العفاريت؟ ملك العفاريت، مع تاجه وردائه؟" - "بنـي، إنه الضباب."                        |
| "Du liebes Kind, komm, geh mit mir! Gar schöne Spiele spiel' ich mit dir; Manch' bunte Blumen sind an dem Strand, Meine Mutter hat manch gülden Gewand." –                                 |  | "ولدي الحنون، تعال معي! ألعاب جملية سألعبها معك أزهار ملونة تملأ الشاطئ، أمي تملك ثياباً ذهبية." -                                         |
| "Mein Vater, mein Vater, und hörest du nicht, Was Erlenkönig mir leise verspricht?" – "Sei ruhig, bleibe ruhig, mein Kind; In dürren Blättern säuselt der Wind." –                         |  | "أبي، أبي، وألا تسمع ما يعدني به ملك العفاريت بهدوء؟" - "اهدأ، ابق هادئاً يا بني؛ إنها الأوراق الجافة تُسمع حفيف الريح." -                  |
| "Willst, feiner Knabe, du mit mir gehn? Meine Töchter sollen dich warten schön; Meine Töchter führen den nächtlichen Reihn, Und wiegen und tanzen und singen dich ein." –                  |  | "أتريد، أيها الصبي الطيب، أن تذهب معي؟ بناتي سوف يعاملونك كالأخ بحنية؛ بناتي يؤدون الحفلات الليلية، وسوف يرقصو معك ويغنوا لك حتى تنام." - |
| "Mein Vater, mein Vater, und siehst du nicht dort Erlkönigs Töchter am düstern Ort?" – "Mein Sohn, mein Sohn, ich seh' es genau: Es scheinen die alten Weiden so grau. –"                  |  | أبي، أبي، ألا ترى هناك بنات ملك العفاريت في المكان المظلم؟ بني، بني، أرى الأمر بوضوح: أشجار الصفصاف العجوز تومض بلونها الرمادي." -        |
| "Ich liebe dich, mich reizt deine schöne Gestalt; Und bist du nicht willig, so brauch' ich Gewalt." – "Mein Vater, mein Vater, jetzt faßt er mich an! Erlkönig hat mir ein Leids getan!" – |  | "أحبك، جمالك يسحرني؛ وإن لم ترغب فسأستخدم القوة." - "أبي، أبي، إنه يلمسني ملك العفاريت قد آذاني!" -                                       |
| Dem Vater grauset's; er reitet geschwind, Er hält in Armen das ächzende Kind, Erreicht den Hof mit Mühe und Not; In seinen Armen das Kind war tot.                                         |  | الأب خاف، وأسرع بجواده، يحمل بين يديه الطفل المتنهد، يصل إلى الفناء بصعوبة وقلق، بين يديه الولد قد مات.                                   |

## وصلات خارجية
| - ترجمة عبد الغفار مكاوي، مجلة العربي، العدد 562. - ملك العفاريت، على ويكي مصدر الإنجليزية. | - ملك العفاريت، على ويكي مصدر الألمانية. - ملك العفاريت، على كومنز. |